# Raymond (Dakota del Sur)
Raymond es un pueblo ubicado en el condado de Clark en el estado estadounidense de Dakota del Sur. En el Censo de 2010 tenía una población de 50 habitantes y una densidad poblacional de 73,68 personas por km².

## Geografía
Raymond se encuentra ubicado en las coordenadas 44°54′38″N 97°56′14″O / 44.91056, -97.93722. Según la Oficina del Censo de los Estados Unidos, Raymond tiene una superficie total de 0.68 km², de la cual 0.68 km² corresponden a tierra firme y (0%) 0 km² es agua.

## Demografía
Según el censo de 2010, había 50 personas residiendo en Raymond. La densidad de población era de 73,68 hab./km². De los 50 habitantes, Raymond estaba compuesto por el 98% blancos, el 2% eran afroamericanos, el 0% eran amerindios, el 0% eran asiáticos, el 0% eran isleños del Pacífico, el 0% eran de otras razas y el 0% pertenecían a dos o más razas. Del total de la población el 2% eran hispanos o latinos de cualquier raza.